# Lycia hirtaria
Phalène hérissée
Pour les articles homonymes, voir Phalène.
Espèce
Lycia hirtaria, la Phalène hérissée, est une espèce de lépidoptères (papillons) de la famille des Geometridae, de la sous-famille des Ennominae.

## Répartition
- Eurasie : toute l'Europe, Sibérie, jusqu'au Japon.

## Description
La femelle est la seule du genre Lycia à posséder des ailes normales (un peu plus allongées et plus étroites que celles du mâle).

## Biologie
Les imagos volent de février à avril en une génération. La chenille est très polyphage, se nourrissant sur divers arbres et arbustes à feuilles caduques. C'est la chrysalide qui hiverne.